# Дзиковская конфедерация
Дзиковская конфедерация (пол. Konfederacja dzikowska) — конфедерация Речи Посполитой, основанная 5 ноября 1734 года в Дзике (в пределах совр. Тарнобжега в Польше). Маршалком конфедерации был Адам Тарло, войском командовал Юзеф Потоцкий. Конфедерация образовалась во время войны за Польское наследство 1733—1735 годов в поддержку короля Станислава Лещинского под лозунгами борьбы с Саксонией и Российской империей за независимость Речи Посполитой и реформы её устройства. После четырёхмесячной осады Данцига силы конфедератов были разбиты.